# Caso Niembro
El caso Niembro hace referencia a la denuncia y los hechos relacionados con la contratación irregular de empresas relacionadas al periodista y político Fernando Niembro, por parte del gobierno de la ciudad de Buenos Aires, en manos del PRO. El mismo salió a la luz pública en septiembre de 2015, mientras Niembro era el candiadato que encabezaba la lista de diputados de Buenos Aires por dicho partido, dentro de la alianza Cambiemos.

El caso es empleado por periodistas
y políticos como referencia para otros similares; por ejemplo, en junio de 2017 el diputado Rodolfo Tailhade (FpV) pidió que se investigue al periodista Luis Majul por una situación similar. Al hacerlo, indicó que "se repite el modus operandi del caso Niembro".
Una de las explicaciones que dio Niembro es que había vendido una de las empresas a su socio, Atilio Meza; pero oficialmente seguía siendo de su propiedad, y además Meza también era candidato de la misma lista.
El en ese entonces candidato a presidente Mauricio Macri, aclaró que él no estaba al tanto de la situación.

## Las empresas

### La Usina Producciones
La Usina Producciones fue fundada en 2012 por Fernando Niembro y Atilio Meza. Fue registrada como proveedor de servicios de la Ciudad de Buenos Aires, de acuerdo a la Ley 4764 de Compras y Contrataciones.
Según la denuncia, la empresa accedió a al menos 170 contratos ocultados (que no figuran en el Boletín Oficial), por un total de 19,5 millones de pesos.

Las mismas se realizaron por "contratación directa" (a discreción del Gobierno, sin licitación u otro mecanismo transparente), por mecanismos que deben invocarse "sólo cuando razones de urgencia" lo ameriten.
Entre los servicios contratados se encontraban: publicidad para la Secretaría de Comunicación Social; y auditorías y encuestas sobre el servicio de recolección de basura Ministerio de Ambiente y Espacio Público. Las encuestas caían fuera de las actividades del objeto social de la empresa, que comenzó a realizar contratos con el gobierno a pocos días de haber sido creada. También realizó colocación de publicidad del Banco Ciudad en el canal Fox Sports. El banco se encontraba presidido por el macrista Rogelio Frigerio, mientras que Niembro trabajaba en el canal Fox Sports.

### Escuela de Periodismo Deportivo
La Escuela de Periodismo Deportivo es una entidad privada, también propiedad de Fernando Niembro, no reconocida por el ministerio de Educación. A pèsar de eso, la empresa fue contratada para brindar capacitaciones al Instituto Superior de la Carrera Administrativa (ISC), por una facturación total que sólo fue superada en facturación por universidades de Buenos Aires y La Matanza.

## El caso
La investigación oficial comenzó con la denuncia del abogado Antonio Liurgo sobre la base de la nota del periodista Nicolás Eisler,
Niembro fue criticado incluso dentro de su partido. Eduardo Amadeo, entonces candidato por la misma lista, afirmó que “si Niembro no puede probar ante el juez y la Ciudad de Buenos Aires no puede demostrar que esto es legal, sin ninguna duda tiene que intervenir la justicia”.
Por el lado de la oposición, la diputada del FpV, Gabriela Alegre, consideró que fue una “situación por demás irregular”, que incumple la Ley de Compras y Contrataciones, por lo que realizó un pedido de informes al Gobierno. Por su parte, el diputado Gabriel Fuks de la misma fuerza, calificó al caso de “escandaloso dado que los volúmenes a los que están refiriendo son muy grandes y justamente apuntan a una persona que tiene vinculación con el PRO” y que también la Auditoría General de la Ciudad debería elaborar un informe.
Mientras tanto Margarita Stolbizer, candidata a presidente por la alianza Progresistas, recomendó a los miembros de la alianza Cambiemos que sean ellos quienes pidan explicaciones y "no los que justifican" este tipo de actos. Afirmó vía Twitter que “los que saquearon la Argentina y sus cómplices silenciosos hacen campaña montados en los negocios del PRO.”.
La fiscalía de instrucción número 43 realizó allanamientos por la causa, a cargo del fiscal Carlos Velarde.
Inicialmente Niembro había expresado que "en ningún momento" pensó en bajarse de la candidatura, consideró no había nada ilegal, “a lo sumo un pecado”.

Además calificó la difusión de esa información como una supuesta operación del gobierno nacional, que no iba a amedrentarlo.
Por su parte, el legislador bonaerense Guido Lorenzino del FpV objetó, además de las contrataciones irregulares, la “grave es la actitud de Niembro; la gravedad moral que encierra su accionar” y que mientras recibía ese dinero, expresaba opiniones favorables al macrismo desde una supuesta independencia.
Pero finalmente terminó presentando la renuncia a la candidatura, que fue aceptada por Mauricio Macri.
A principios de junio de 2017, fue sobreseído por una de las causas del caso, pero continuaba siendo investigado por otra. En particular, fue sobreseído por la causa que investigaba contrataciones irregulares, mientras que continuó en investigación por lavado de dinero.

## Antecedente
Niembro había sido secretario de Prensa y Difusión de la presidencia de Carlos Saúl Menem, y vocero del mismo.
Al desempeñarse en su cargo se descubrió que una empresa de Niembro era la encargada de la pauta publicitaria de ATC, el canal estatal. Finalmente, renunció a dicho cargo.

El gobierno porteño realizó durante 2014 el 69 por ciento de sus contrataciones a través de compras directas o licitaciones privadas, mientras que las licitaciones públicas se redujeron un 40 por ciento.